# Ansu Sesay
Ansu Martin Sesay, Jr. (* 29. Juli 1976 in Greensboro, North Carolina) ist ein ehemaliger US-amerikanischer Basketballspieler. Er verfügt sowohl über Erfahrung in der NBA als auch in den höchsten europäischen Basketball-Ligen.

## Karriere

### Anfangszeit
Sesay spielte während seines Studiums an der University of Mississippi für deren Hochschulteam Rebels in der Southeastern Conference der NCAA Division I. Im NBA Draft 1998 wurde er an 30. Stelle von den Dallas Mavericks ausgewählt, schaffte es aber nicht ins reguläre Team, da er sich in der Vorsaison den rechten Fuß brach.
In der Saison 1999/2000 spielte er bei Rockford Lightning in der Continental Basketball Association (CBA). Im Sommer 2000 wechselte er dann in die Philippine Basketball Association zu Santa Lucia Realtors, wo er den Best Import Award erhielt. Anschließend kehrte er in die CBA zurück und spielte in der Saison 2000/01 bei Quad City Thunder.
In der darauffolgenden Saison wechselte er in die neugegründete NBA Development League und spielte bei Greenville Grove, die der erste Meister dieser Liga wurden. Sesay wurde als MVP der NBDL ausgezeichnet.

### NBA
Daraufhin wurde Sesay im März 2002 von den Seattle SuperSonics für die NBA unter Vertrag genommen, wo er bis 2004 spielte. Für die Spielzeit von 2004 bis 2005 wechselte er zu den Golden State Warriors. Während er bei den Sonics regelmäßig zum Einsatz kam, bestritt er für die Warriors nur 16 Spiele, so dass er die NBA 2005 verließ und nach Europa wechselte.
Insgesamt spielte er 127 NBA-Spiele, davon vier Play-off-Spiele für die Sonics, mit einem Durchschnitt von 10,2 Minuten, 3,2 Punkten und 1,8 Rebounds pro Spiel. Er kam auf Trefferquoten von 43,4 % aus dem Feld und eine Freiwurfquote von 64,0 %.

### Europa
Seine erste Station in Europa war Roseto Basket in der italienischen Serie A, wo er eine Saison (2004/2005) spielte. Weitere Stationen in Italien waren Basket Napoli (2005/2007), mit denen er 2006 den Italienischen Pokal gewann und Olimpia Milano (2007/2008). In der Saison 2008/09 spielte er in der deutschen Basketball-Bundesliga für Alba Berlin. Während er mit Alba die Zwischenrunde der EuroLeague erreichte sowie deutscher Pokalsieger wurde, schied man in den Play-offs der Meisterschaft im Halbfinale aus, was für den Titelverteidiger als Enttäuschung gewertet wurde.
Da nach gutem persönlichen Saisonstart sich Sesays Leistungen im Saisonverlauf verschlechtert hatten, war er einer der wenigen Spieler, die keinen neuen Vertrag in Berlin bekamen. Zu Jahresbeginn 2010 unterschrieb Sesay schließlich einen Vertrag bei STB aus Le Havre in der französischen LNB Pro A.

## Erfolge
- NBDL Champion mit Greenville Groove 2002
- Italienischer Pokalsieger mit Carpisa Neapel 2006
- Deutscher Pokalsieger mit Alba Berlin 2009

## Auszeichnungen
- SEC Player of the Year 1998
- Most Valuable Player (MVP) der NBDL 2002